# NGC 827
NGC 827 је спирална галаксија у сазвежђу Кит која се налази на NGC листи објеката дубоког неба.
Деклинација објекта је + 7° 58' 18" а ректасцензија 2h 8m 56,3s. Привидна величина (магнитуда) објекта NGC 827 износи 13,0 а фотографска магнитуда 13,8. NGC 827 је још познат и под ознакама UGC 1640, MCG 1-6-46, CGCG 413-47, IRAS 02062+0744, PGC 8196.